# Château de Vianden
Le château de Vianden est un château fort situé au Luxembourg dans la ville de Vianden.

## Historique
Les premières traces de construction du château de Vianden remontent vers le milieu du Ve siècle. Sa construction a donc démarré à l'époque romaine et s'est poursuivie à l'époque carolingienne. La majorité des bâtiments fut érigée entre le XIe siècle et le XIVe siècle.
Le château a connu de nombreuses modifications, on compte neuf époques architecturales différentes, du Ve siècle à nos jours. Il fut vendu en 1820 par Guillaume Ier et le nouveau propriétaire le démolit en partie. Depuis 1977, il est propriété de l'État luxembourgeois qui le restaure dans le respect des formes historiques. Les fouilles ont permis de découvrir la présence d'un fortin construit sous le Bas-Empire et une première enceinte médiévale carolingienne élevée au IXe siècle. L'apogée des comtes de Vianden se situe du XIIe siècle au XIIIe siècle, et c'est de cette période, transition entre roman et gothique, que datent la plupart des bâtiments du château.

Panorama du château de Vianden.

## Histoire durant la Seconde Guerre mondiale (bataille du château de Vianden)
- Force en présence :

Côté luxembourgeois : 30 miliciens armés.
Côté Allemand : 250 soldats. 
- Prélude : Alors que le Grand-Duché de Luxembourg a été libéré par les forces de l'armée américaine en septembre 1944, les troupes allemandes se replient sur l'Allemagne et prennent de nouvelles positions défensives le long des rivières frontalières Moselle, Sûre et Our. Dès la libération du pays, les résistants luxembourgeois forment une milice et sont équipés d'armes et de munitions par l'armée américaine.

La plupart des miliciens luxembourgeois prennent position à la frontière allemande et occupent les postes d'observation importants le long de l'Our et de la Sûre. L'un des postes les plus importants était le château de Vianden à partir duquel les Luxembourgeois pouvaient scruter profondément le territoire allemand et signaler les mouvements de troupes allemandes aux forces alliées .
- Contexte : l'armée allemande voulant contre-attaquer avait pour objectif d'envahir le Luxembourg , les Pays-Bas et la Belgique à nouveau attaquèrent la ville et le château de Vianden... Mais les miliciens luxembourgeois s'attendaient à cette réaction allemande et ont donc fortifié le château et la ville de Vianden.

- Bataille : Le dimanche matin 19 novembre, les Allemands attaquent la ville avec 250 soldats de la Waffen-SS . Après avoir bombardé la ville et le château avec des lance-grenades, les soldats allemands ont commencé à attaquer le château lui-même qui était défendu et fortifié par quatre membres de la milice luxembourgeoise.

Après de violents combats autour du château, six soldats allemands ont percé les défenses par la porte du château, pour être impliqués dans des combats de maison en maison à l'intérieur du château. Après avoir subi plusieurs pertes , les Allemands se sont retirés du château et ont concentré leurs forces sur la ville, mais la forte résistance offerte par la milice a forcé les Allemands à abandonner leur assaut et à se retirer de l'autre côté de la rivière vers l'Allemagne.
- Bilan et pertes :

Les allemands, considérant leurs pertes comme élevées durent battre en retraite et abandonner l'idée d'une contre-attaque. 
Pertes côté luxembourgeois : 1 milicien tué (et 6 blessés) + 1 civil tué.
Pertes côté Allemand : 23 soldats tués.

## Extérieur

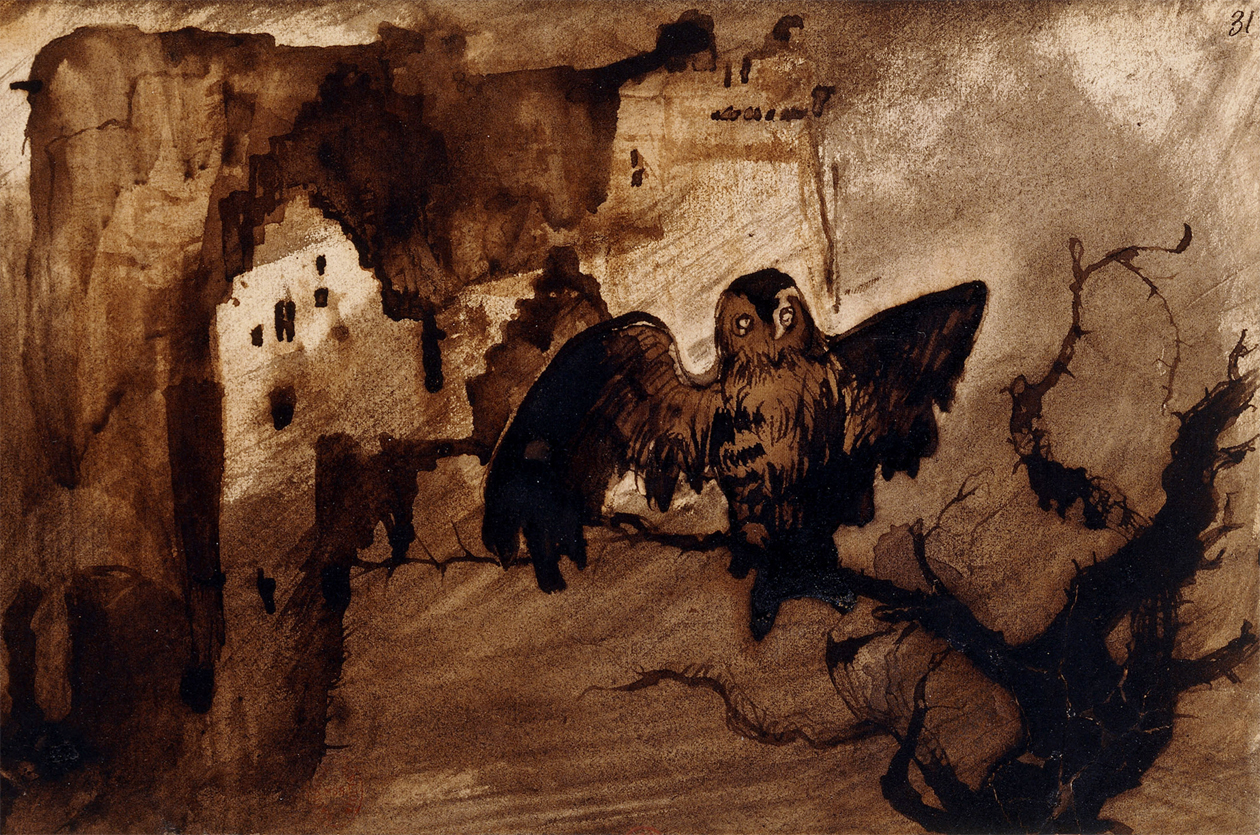
Chat-huant dans les ruines de Vianden, Victor Hugo (1865).

## Intérieur

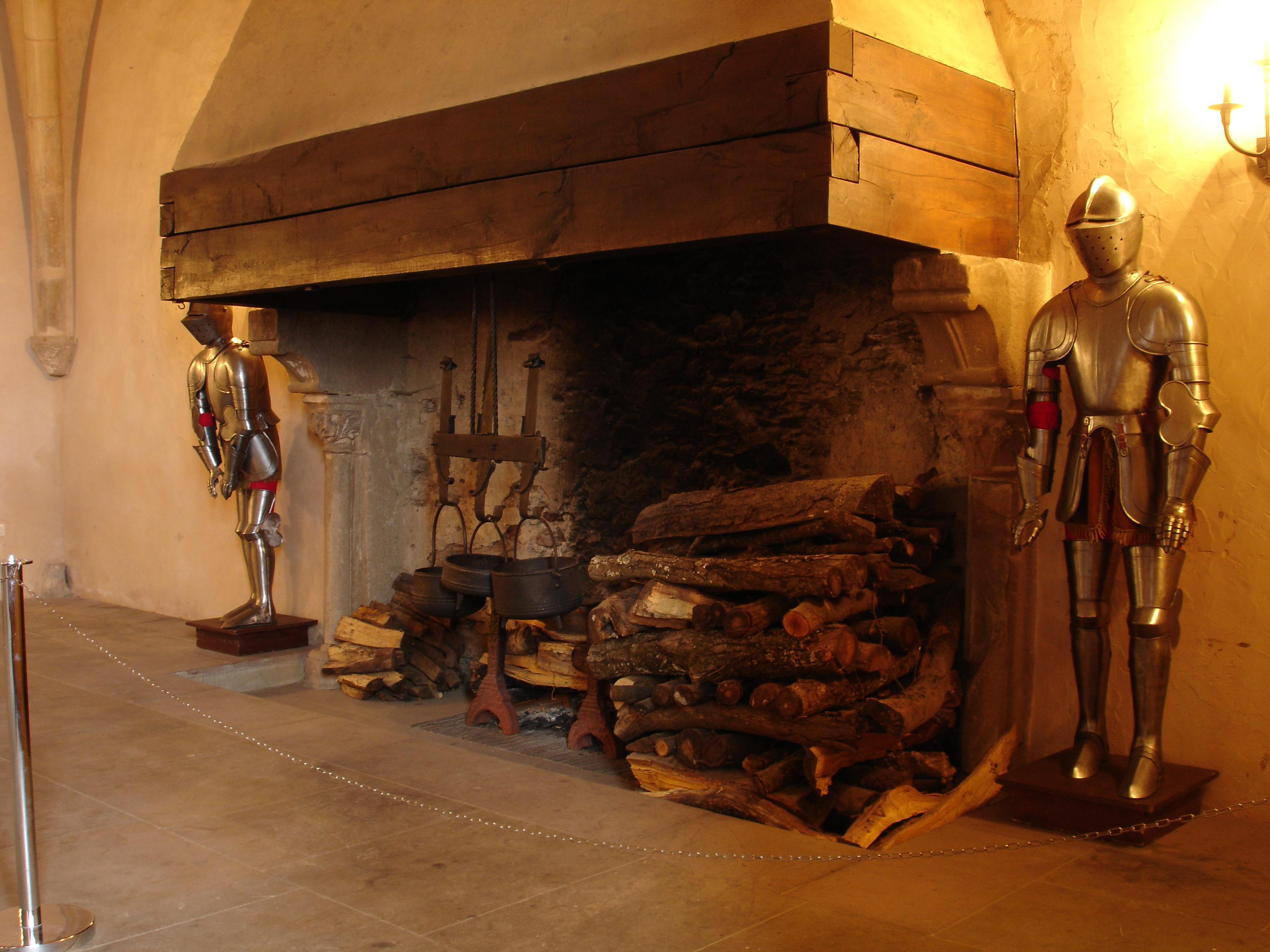
Armure et foyer.
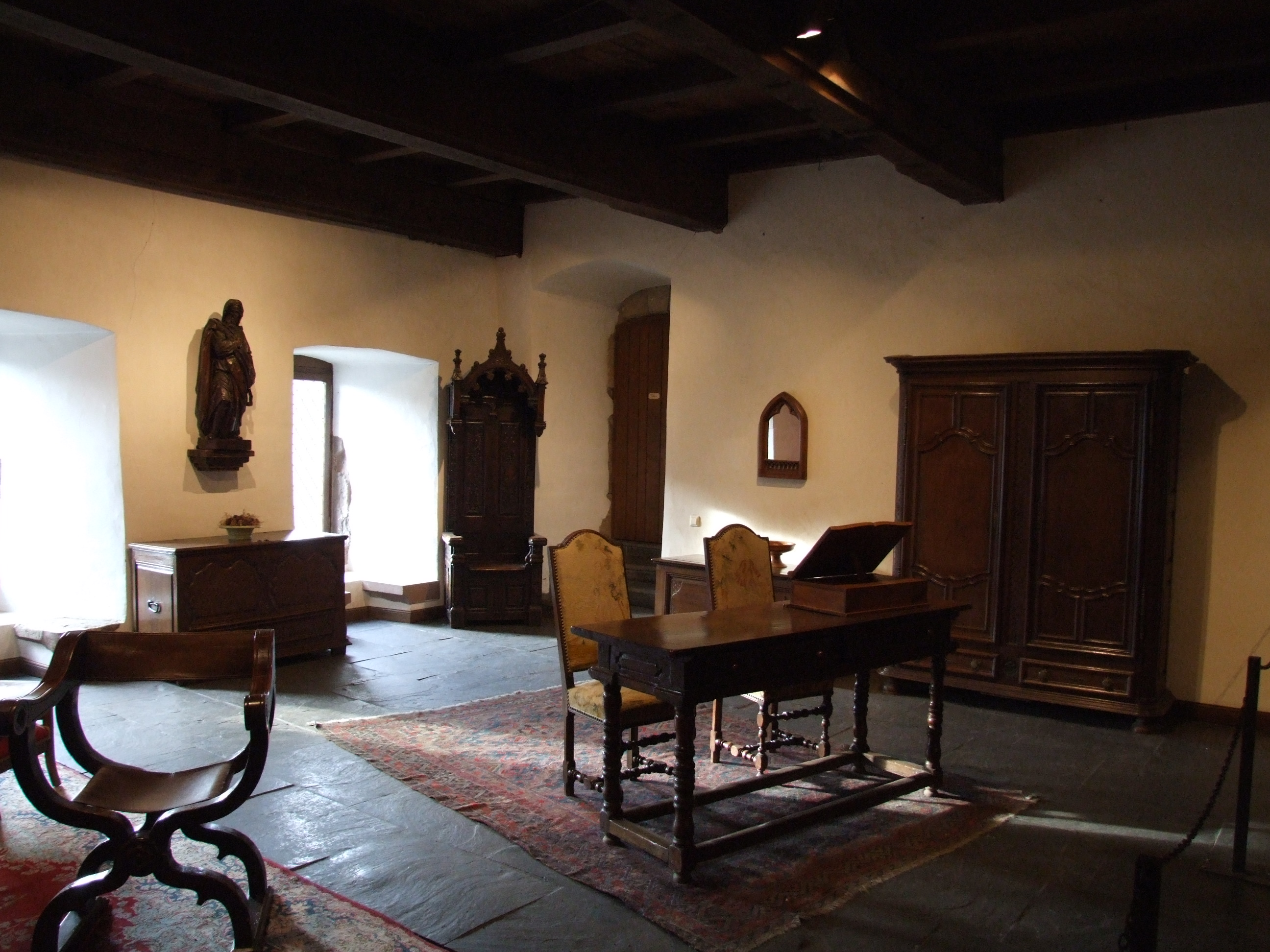
Chambre.
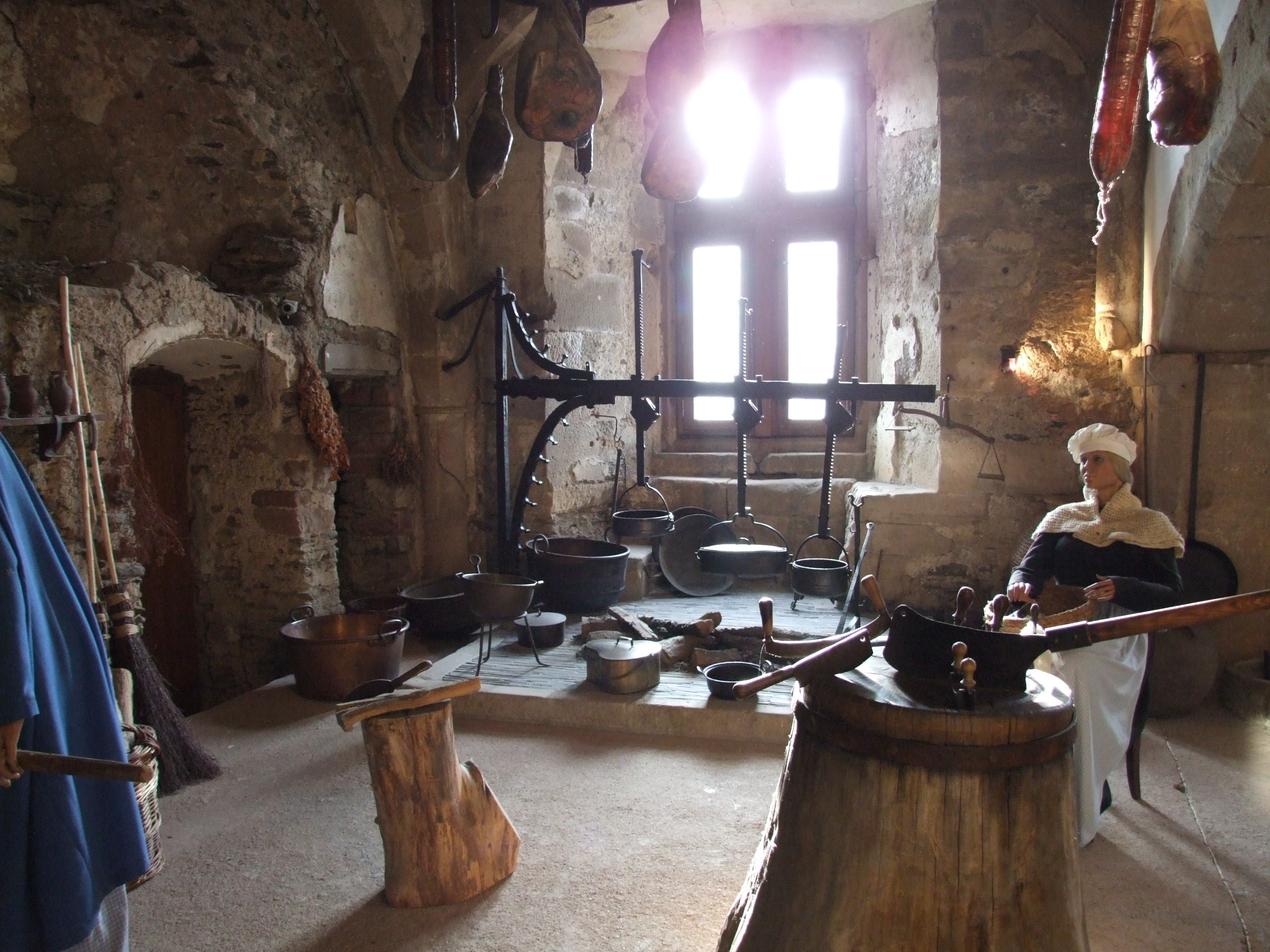
Cuisine.
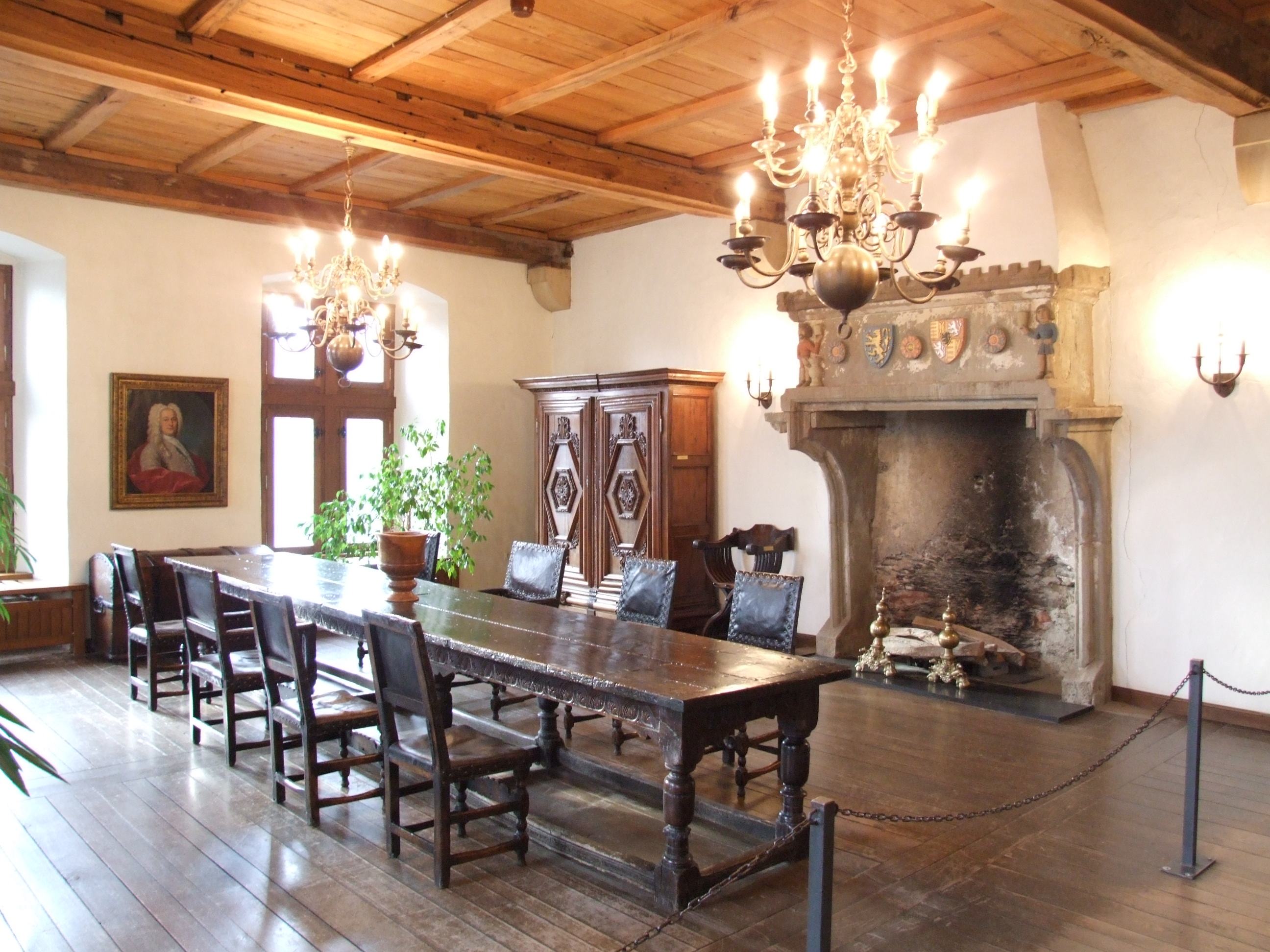
Salle.
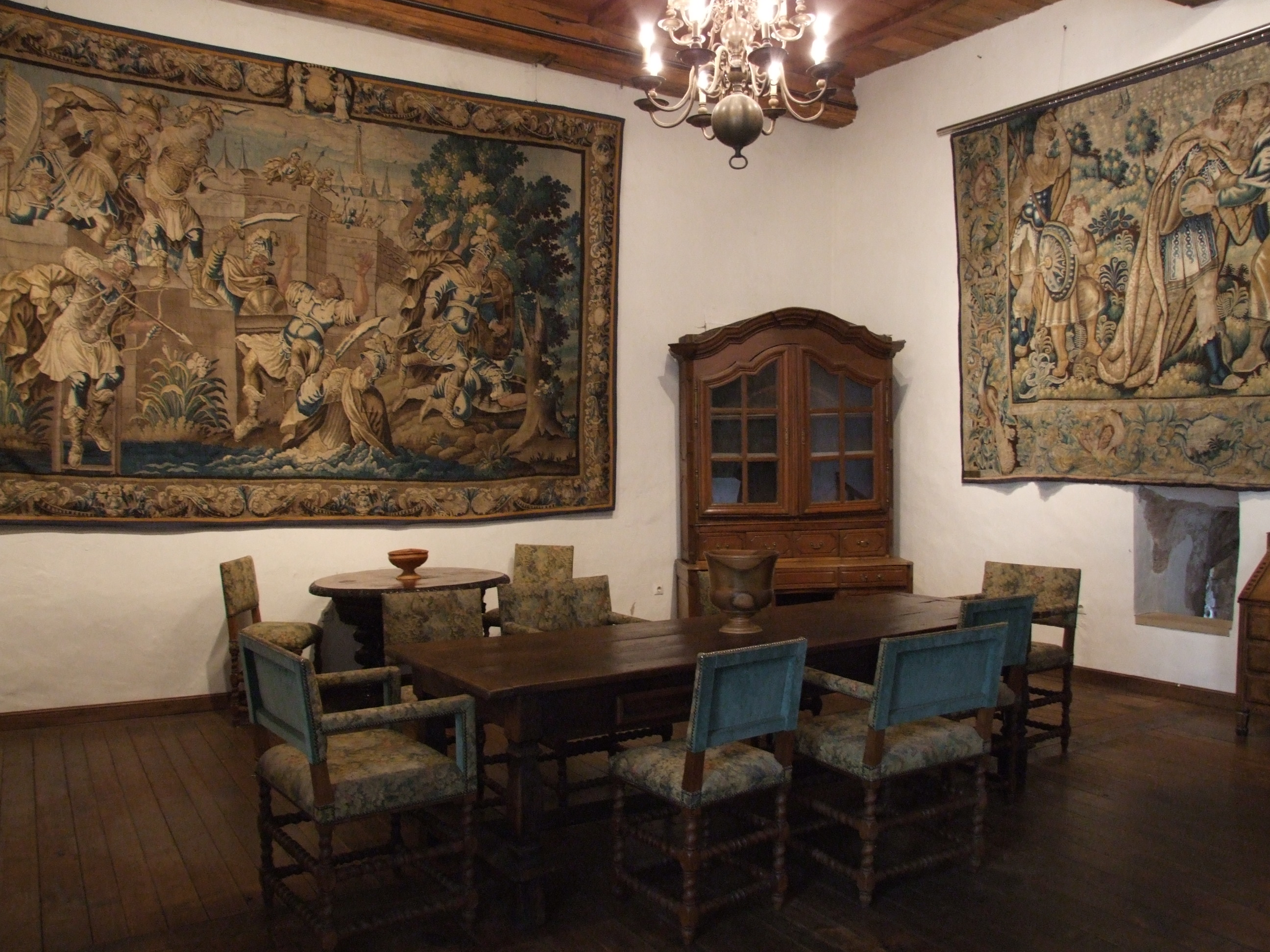
Autre salle.
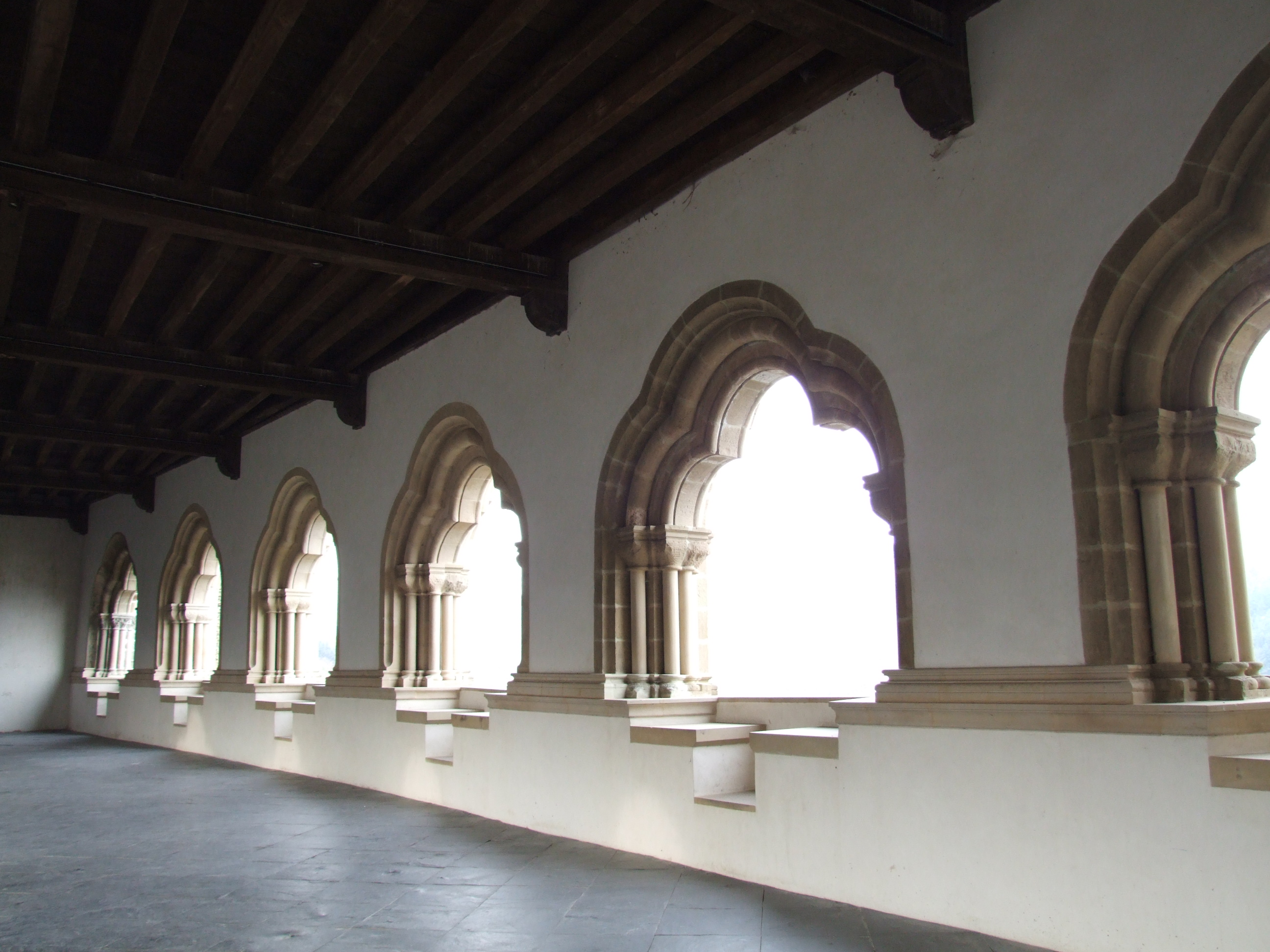
Fenêtres.
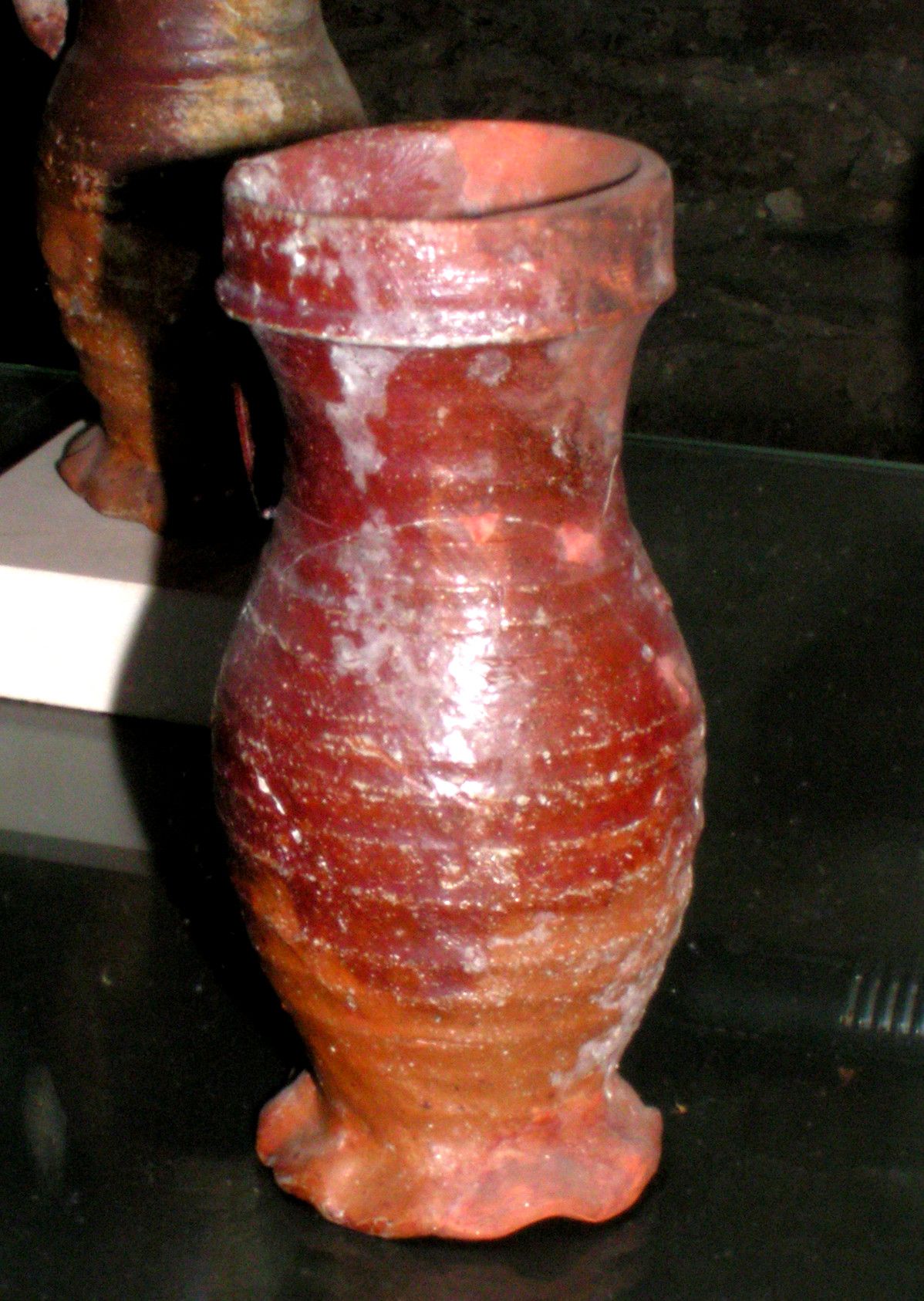
Vase en céramique.
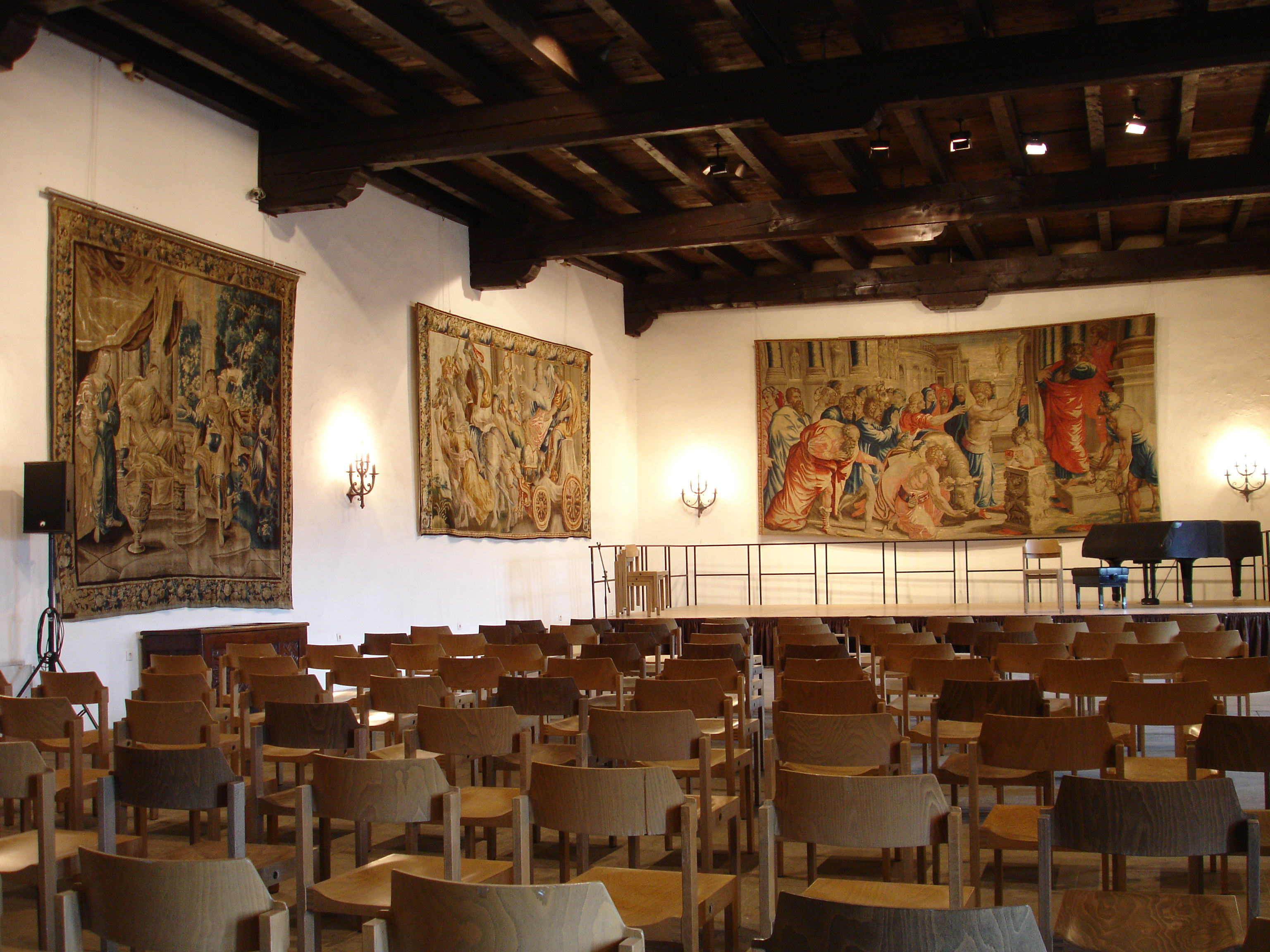
Intérieur plus moderne.